# 成池鉉
成池鉉（：／ Sung Ji Hyun，1991年7月29日—），韓国羽毛球運動員，已退役羽毛球女子單打運動員，最高世界排名第二位，因其父為前韓國國家隊總教練成漢國，而在華語圈被媒體、球迷暱称为「成公主」，其母金練子也是前國家隊主力，其夫为國家队男單主力孫完虎。
成池鉉于2013年韓國公開賽擊敗中国选手王適嫻夺冠而一战成名，其後曾陸續贏得2015年世界羽毛球錦標賽季軍、2014年亞洲羽毛球錦標賽冠軍、2013年與2017年全英公开赛季軍，亦曾多次以國家队主力身分，连续征战5届優霸盃 （2010-2018年），其中最为出色的成績是2010年優霸盃的冠軍；4届蘇迪曼盃的主力（2011-2017年），在2017年帮助韩国重夺苏杯冠軍，以及领军參與兩届亚运会（2010年、2014年）。在國內賽方面，她曾於全韩夏季羽球锦标赛贏得兩次女子單打冠軍，在落选东京奥运的情況下，再次在国内取得佳绩；此外，她與同屆男單冠軍得主名将孙完虎在韩国羽坛上演情侣佳话。
2022年4月6日，成池鉉宣布退役，轉任教練。

## 簡歷
成池鉉的母親是前韓國國家羽毛球隊成員金練子，而父親则是現任韓國國家羽毛球隊总教练成漢國。受父母親的影響，她10歲便開始練習羽毛球，曾四度贏得全国高中羽毛球联赛冠军；15歲時已入選国家青年队，更在兩年後正式加入国家队。
2009年，剛滿18歲的成池鉉參加澳門羽毛球公開賽，在八強擊败了當時世界排名第一的周蜜，技驚四座。
2010年1月，成池鉉首度晉身韓國超級賽決賽，惜最終敗給了中國的王適嫻，屈居亞軍。同年5月，她與其他韩国隊的隊友在尤伯杯決賽打敗中国队，除替國家隊首度稱霸尤伯杯外，亦奪得個人首個世界冠軍。11月，她代表韓國出戰廣州亞運會，參加羽毛球比賽的女子單打及女子團體項目，奪得女團銅牌。隨著國家隊的老队员裴昇熙、黄慧渊等相繼淡出，成池鉉與裴延姝等小將逐漸接棒成为韩国国家羽毛球队的領軍人物。
2011年，成池鉉先在韓國首要超級賽以2比1反勝汪鑫，其後又在法國超級賽以2比1反勝當時世界排名第一的王適嫻；年末，再在超級系列賽總決賽中反勝世錦賽冠軍王仪涵，是少數能在年內連勝中国三大女单的选手。
2012年，成池鉉代表韓國出戰英國倫敦舉行的奥林匹克运动会羽毛球比賽女子單打項目，在小組賽階段先以2比0戰勝挪威的萨拉·比林斯利·科瓦雷诺，後以0比2負於中國香港的葉姵延，最終以一勝一負的小組次名成績出局。
2013年7月，成池鉉代表韓國出戰俄羅斯喀山舉行的世界大學生運動會羽毛球比賽，贏得女子單打和混合團體金牌。

### 2013年世錦賽
2013年8月，成池鉉參加中國廣州舉行的世界羽毛球錦標賽，以5號種子身分出戰女子單打項目。在首圈輪空後，她在第二圈先以2比0輕取英格蘭的莎拉·沃克晉級；但至第三圈面對西班牙名將卡罗列娜·马琳，在領先一局後遭到對手逆轉，以1比2（21-13、13-21、20-22）落敗，16強止步。

### 2014年世錦賽晉八強
2014年8月，成池鉉參加丹麥哥本哈根舉行的世界羽毛球錦標賽，以5號種子身分出戰女子單打項目 ，故在首圈輪空。她在次圈再因對手棄權而自動晉級；第三圈面對印尼的琳达·韦尼·法内特里，以2比0（21-10、21-16）輕取對手；但至半準決賽，她在力戰下終以1比2（21-9、18-21、20-22）負於16號種子、日本的三谷美菜津，8強止步。
2015年7月，成池鉉代表韓國（韓國體育大學校）出戰韓國光州市舉行的世界大學生運動會羽毛球比賽，贏得混合團體及女子單打金牌。

### 2015年世錦賽晉四強
2015年8月，成池鉉參加印尼雅加達舉行的世界羽毛球錦標賽，以8號種子身分出戰女子單打項目，故在首圈輪空；她先在次圈以2比0淘汰香港的葉姵延；在第三圈又以2比0擊敗泰國的蓬迪·布拉那巴硕晉級；她在半準決賽面對11號種子、印度的普萨拉·文卡塔·辛杜，亦以2比1（21-17、19-21、21-16）勝出，首次打進四強。成池鉉在準決賽对阵頭號種子、衛冕的卡罗列娜·马琳，結果在苦戰1.5小時後，以1比2（17-21、21-15、16-21）落敗，僅得季軍。

### 2016年二次奥运八强止步
2016年8月， 成池鉉第二次代表韩国出戰巴西里約熱內盧舉行的奥林匹克运动会羽毛球比賽女子單打項目，在小組賽階段先後擊敗新加坡的梁晓宇和法国的戴尔芬·兰萨克，順利晉級淘汰賽。首輪，成池鉉面对保加利亚的琳达·塞奇妮，以2比0（21-15、21-12）轻取对手。半準決賽，成池鉉面對赛会1号种子、西班牙的卡罗列娜·马琳，她以0比2（12-21、16-21），不敌对手。

### 2017年世錦賽
2017年8月，成池鉉參加蘇格蘭格拉斯哥舉行的世界羽毛球錦標賽，以次號種子身分出戰女子單打項目，故在首圈輪空。她在第二圈以2比0打敗印度的坦维·拉达晉級；但至第三圈面對另一位印度選手、12號種子塞娜·内维尔時，就以0比2（19-21、15-21）敗給對手，16強止步。

## 主要比賽成績
只列出曾進入準決賽的國際賽事成績：
| 年份   | 賽事                     | 公開賽級別 | 項目     | 成績   |
| ------ | ------------------------ | ---------- | -------- | ------ |
| 2008年 | 亚洲青年羽毛球錦標賽     | 其他       | 混合團體 | 亞軍   |
| 2008年 | 世界青年羽毛球錦標賽     | 其他       | 混合團體 | 亞軍   |
| 2009年 | 大阪羽毛球國際挑戰賽     | 國際挑戰賽 | 女子單打 | 準決賽 |
| 2010年 | 韓國羽毛球超級賽         | 超級賽     | 女子單打 | 亞軍   |
| 2010年 | 韓國羽毛球大獎賽         | 大獎賽     | 女子單打 | 準決賽 |
| 2011年 | 韓國羽毛球首要超級賽     | 首要超級賽 | 女子單打 | 準決賽 |
| 2011年 | 德國羽毛球黃金大獎賽     | 黃金大獎賽 | 女子單打 | 準決賽 |
| 2011年 | 瑞士羽毛球黃金大獎賽     | 黃金大獎賽 | 女子單打 | 亞軍   |
| 2011年 | 馬來西亞羽毛球黃金大獎賽 | 黃金大獎賽 | 女子單打 | 準決賽 |
| 2011年 | 中華台北羽毛球黃金大獎賽 | 黃金大獎賽 | 女子單打 | 冠軍   |
| 2011年 | 韓國羽毛球黃金大獎賽     | 黃金大獎賽 | 女子單打 | 冠軍   |
| 2012年 | 印尼羽毛球首要超級賽     | 首要超級賽 | 女子單打 | 準決賽 |
| 2012年 | 新加坡羽毛球超級賽       | 超級賽     | 女子單打 | 準決賽 |
| 2012年 | 日本羽毛球超級賽         | 超級賽     | 女子單打 | 準決賽 |
| 2012年 | 韓國羽毛球黃金大獎賽     | 黃金大獎賽 | 女子單打 | 冠軍   |
| 2013年 | 韓國羽毛球首要超級賽     | 首要超級賽 | 女子單打 | 冠軍   |
| 2013年 | 德國羽毛球黃金大獎賽     | 黃金大獎賽 | 女子單打 | 準決賽 |
| 2013年 | 全英羽毛球首要超級賽     | 首要超級賽 | 女子單打 | 準決賽 |
| 2013年 | 蘇迪曼盃                 | 其他       | 混合團體 | 銀牌   |
| 2013年 | 世界大學運動會羽毛球比賽 | 其他       | 混合團體 | 金牌   |
| 2013年 | 世界大學運動會羽毛球比賽 | 其他       | 女子單打 | 金牌   |
| 2013年 | 中華台北羽毛球黃金大獎賽 | 黃金大獎賽 | 女子單打 | 冠軍   |
| 2013年 | 丹麥羽毛球首要超級賽     | 首要超級賽 | 女子單打 | 亞軍   |
| 2013年 | 韓國羽毛球黃金大獎賽     | 黃金大獎賽 | 女子單打 | 亞軍   |
| 2014年 | 韓國羽毛球超級賽         | 超級賽     | 女子單打 | 準決賽 |
| 2014年 | 德國羽毛球黃金大獎賽     | 黃金大獎賽 | 女子單打 | 亞軍   |
| 2014年 | 瑞士羽毛球黃金大獎賽     | 黃金大獎賽 | 女子單打 | 準決賽 |
| 2014年 | 新加坡羽毛球超級賽       | 超級賽     | 女子單打 | 準決賽 |
| 2014年 | 亞洲羽毛球錦標賽         | 其他       | 女子單打 | 金牌   |
| 2014年 | 優霸盃                   | 其他       | 女子團體 | 銅牌   |
| 2014年 | 日本羽毛球超級賽         | 超級賽     | 女子單打 | 準決賽 |
| 2014年 | 中華台北羽球黃金大獎賽   | 黃金大獎賽 | 女子單打 | 冠軍   |
| 2014年 | 亞洲運動會羽毛球比賽     | 其他       | 女子團體 | 銀牌   |
| 2014年 | 丹麥羽毛球首要超級賽     | 首要超級賽 | 女子單打 | 準決賽 |
| 2014年 | 世界羽聯超級系列賽總決賽 | 首要超級賽 | 女子單打 | 亞軍   |
| 2015年 | 德國羽毛球黃金大獎賽     | 黃金大獎賽 | 女子單打 | 冠軍   |
| 2015年 | 蘇迪曼盃                 | 其他       | 混合團體 | 銅牌   |
| 2015年 | 澳洲羽毛球超級賽         | 超級賽     | 女子單打 | 準決賽 |
| 2015年 | 世界大學運動會羽毛球比賽 | 其他       | 混合團體 | 金牌   |
| 2015年 | 世界大學運動會羽毛球比賽 | 其他       | 女子單打 | 金牌   |
| 2015年 | 世界羽毛球錦標賽         | 其他       | 女子單打 | 銅牌   |
| 2015年 | 韓國羽毛球超級賽         | 超級賽     | 女子單打 | 冠軍   |
| 2015年 | 泰國羽毛球黃金大獎賽     | 黃金大獎賽 | 女子單打 | 冠軍   |
| 2015年 | 丹麥羽毛球首要超級賽     | 首要超級賽 | 女子單打 | 準決賽 |
| 2016年 | 馬來西亞羽毛球大師賽     | 黃金大獎賽 | 女子單打 | 準決賽 |
| 2016年 | 印度羽毛球黃金大獎賽     | 黃金大獎賽 | 女子單打 | 冠軍   |
| 2016年 | 泰國羽毛球大師賽         | 黃金大獎賽 | 女子單打 | 準決賽 |
| 2016年 | 亞洲羽毛球團體錦標賽     | 其他       | 女子團體 | 銅牌   |
| 2016年 | 紐西蘭羽毛球黃金大獎賽   | 黃金大獎賽 | 女子單打 | 冠軍   |
| 2016年 | 亞洲羽毛球錦標賽         | 其他       | 女子單打 | 銅牌   |
| 2016年 | 優霸盃                   | 其他       | 女子團體 | 銀牌   |
| 2016年 | 韓國羽毛球超級賽         | 超級賽     | 女子單打 | 亞軍   |
| 2016年 | 法國羽毛球超級賽         | 超級賽     | 女子單打 | 準決賽 |
| 2016年 | 中國羽毛球首要超級賽     | 首要超級賽 | 女子單打 | 準決賽 |
| 2016年 | 韓國羽毛球大師賽         | 大獎賽     | 女子單打 | 冠軍   |
| 2016年 | 世界羽聯超級系列賽總決賽 | 首要超級賽 | 女子單打 | 亞軍   |
| 2017年 | 亞洲羽毛球混合團體錦標賽 | 其他       | 混合團體 | 銀牌   |
| 2017年 | 全英羽毛球首要超級賽     | 首要超級賽 | 女子單打 | 準決賽 |
| 2017年 | 印度羽毛球超級賽         | 超級賽     | 女子單打 | 準決賽 |
| 2017年 | 馬來西亞羽毛球首要超級賽 | 首要超級賽 | 女子單打 | 準決賽 |
| 2017年 | 新加坡羽毛球超級賽       | 超級賽     | 女子單打 | 準決賽 |
| 2017年 | 蘇迪曼盃                 | 其他       | 混合團體 | 金牌   |
| 2017年 | 印尼羽毛球首要超級賽     | 首要超級賽 | 女子單打 | 亞軍   |
| 2017年 | 香港羽毛球超級賽         | 超級賽     | 女子單打 | 準決賽 |
| 2018年 | 亞洲羽毛球團體錦標賽     | 其他       | 女子團體 | 銅牌   |
| 2018年 | 亞洲羽毛球錦標賽         | 其他       | 女子單打 | 銅牌   |
| 2018年 | 優霸盃                   | 其他       | 女子團體 | 銅牌   |
| 2018年 | 印尼羽毛球公開賽         | 超級1000賽 | 女子單打 | 準決賽 |
| 2018年 | 韓國羽毛球公開賽         | 超級500賽  | 女子單打 | 準決賽 |
| 2018年 | 香港羽毛球公開賽         | 超級500賽  | 女子單打 | 準決賽 |
| 2019年 | 瑞士羽毛球公開賽         | 超級300賽  | 女子單打 | 準決賽 |
| 2019年 | 中華台北羽毛球公開賽     | 超級300賽  | 女子單打 | 冠軍   |
| 2019年 | 韓國羽毛球大師賽         | 超級300賽  | 女子單打 | 亞軍   |
| 2020年 | 亞洲羽毛球團體錦標賽     | 其他       | 女子團體 | 亞軍   |

| 2007-2017年 | 首要超級賽 | 超級賽 | 黃金大獎賽 | 大獎賽 | 國際挑戰賽 | 國際系列賽 | 未來系列賽 | 其他 |

| 2018-2026年 | 總決賽 | 超級1000賽 | 超級750賽 | 超級500賽 | 超級300賽 | 超級100賽 | 國際挑戰賽 | 國際系列賽 | 未來系列賽 | 其他 |

### 世界冠軍頭銜
成池鉉在羽毛球生涯中共奪得2項羽毛球世界冠軍頭銜。
| 賽事     | 奪冠次數 | 年份               |
| -------- | -------- | ------------------ |
| 尤伯杯   | 1        | 2010年（女子團體） |
| 蘇迪曼盃 | 1        | 2017年（混合團體） |
| 總計     | 2        |                    |

### 奧運會和世錦賽參賽紀錄
|          | 2011 | 2012       | 2013 | 2014 | 2015 | 2016 | 2017 | 2018 | 2019 |
| -------- | ---- | ---------- | ---- | ---- | ---- | ---- | ---- | ---- | ---- |
| 女子單打 | 16強 | 小組第二名 | 16強 | 8強  | 銅牌 | 8強  | 16強 | 16強 | 16強 |

### 主要對賽紀錄
成池鉉與主要對手的對賽成績如下（只列出對賽六次或以上對手，截至2018年1月25日）：
| 對手               | 對賽次數 | 對賽結果 | 對賽結果 | 總計 |
| 對手               | 對賽次數 | 勝       | 負       | 總計 |
| ------------------ | -------- | -------- | -------- | ---- |
| 李雪芮             | 12       | 1        | 11       | -10  |
| 王仪涵             | 14       | 3        | 11       | -8   |
| 王適嫻             | 12       | 5        | 7        | -2   |
| 汪鑫               | 7        | 3        | 4        | -1   |
| 韩利               | 6        | 3        | 3        | 0    |
| 蒂内·鲍恩          | 7        | 1        | 6        | -5   |
| 卡罗列娜·马琳      | 8        | 1        | 7        | -6   |
| 朱利安·申克        | 7        | 3        | 4        | -1   |
| 葉姵延             | 11       | 8        | 3        | +5   |
| 塞娜·内维尔        | 10       | 2        | 8        | -6   |
| 普萨拉·文卡塔·辛杜 | 11       | 4        | 7        | -3   |
| 奧原希望           | 6        | 3        | 3        | 0    |
| 山口茜             | 9        | 5        | 4        | +1   |
| 後藤愛             | 7        | 6        | 1        | +5   |
| 三谷美菜津         | 8        | 7        | 1        | +6   |
| 廣瀨榮理子         | 7        | 7        | 0        | +7   |
| 佐藤冴香           | 14       | 12       | 2        | +10  |
| 裴延姝             | 7        | 3        | 4        | -1   |
| 戴資穎             | 26       | 9        | 17       | -8   |
| 許雅晴             | 6        | 5        | 1        | +4   |
| 拉差诺·因达农      | 23       | 10       | 13       | -3   |
| 蓬迪·布拉那巴硕    | 12       | 9        | 3        | +6   |
| 妮查恩·金达蓬      | 10       | 8        | 2        | +6   |
| 其他選手           | 340      | 227      | 113      | +114 |
| 總計               | 484      | 322      | 162      | +160 |

## 外部連結
- 成池鉉在国际奥林匹克委员会的资料
- 韩国奧林匹克委員會2012年夏季奧林匹克運動會韩国代表團名單[永久]